# René Louis de Voyer de Paulmy d’Argenson
René Louis de Voyer de Paulmy d’Argenson (ur. 18 października 1694 w Paryżu, zm. 26 stycznia 1757 tamże) – francuski polityk i myśliciel polityczny.

## Życiorys
Jego ojcem był szef paryskiej policji, minister i pisarz polityczny Marc-René de Voyer de Paulmy d’Argenson.
René Louis de Voyer de Paulmy d’Argenson był francuskim ministrem spraw zagranicznych od 19 listopada 1744 roku do 10 stycznia 1747 roku.
21 kwietnia 1746 d’Argenson zawarł traktat subsydiowy z Augustem III.
Został zwolniony, ponieważ nie umiał wykorzystać wspaniałego zwycięstwa jakim okazała się dla Francji bitwa pod Fontenoy.
Znał wielu spośród encyklopedystów i co za tym idzie cieszył się opieką Madame Pompadour. Był członkiem Club de l'Entresol, którego członkiem był też min. Voltaire.
Jego jedynym synem był Antoine-René de Voyer de Paulmy, markiz d’Argenson (1722-1787) dyplomata francuski.

## Myśl polityczna
Markiz d’Argenson był w swych czasach bardzo cenionym teoretykiem państwa i prawa. Od roku 1734 Paryż zapoznawał się z jego dziełem pt. Considérations sur le gouvernement ancien et présent de la France („Rozważania o rządzie francuskim”), które ukończył w 1737 roku, a które zostało wydane wiele lat potem w Amsterdamie w 1764 roku. Następne wydanie miało miejsce w tym samym mieście w 1784 roku. W swej książce d’Argenson stwierdza, że monarchia absolutna jest możliwa do pogodzenia z postulatami, które niesie ze sobą Oświecenie. Podobne teorie w Niemczech rozwijał Christian Wolff. Można więc powiedzieć używając nowoczesnej terminologii, że D’Argenson reprezentował „prawicę” Oświecenia – dążącą do kompromisu z absolutyzmem politycznym, w przeciwieństwie do radykalnie antymonarchicznych pisarzy takich jak Rousseau, który mimo dzielących ich różnic cenił bardzo wysoko Considérations sur le gouvernement de la France markiza, wspominając je w swych „Wyznaniach”.
Jego „Eseje” (Essais), napisane około roku 1736 i opublikowane dużo później w 1785, wydane potem jako Loisirs d’un ministre d’État w 1787 stanowiły zbiór anegdot o współczesnych nie pozbawionych humoru. Jeszcze później wydane jako Mémoires w zbiorze: Collection des mémoires relatifs à la Révolution (1825).
D’Argenson przygotował też pracę: l'Histoire du droit public ecclésiastique français („Historia francuskiego prawa kościelnego” – z roku 1737), dzieło wymierzone przeciw francuskim odstępstwom od ogólnych przepisów kanonicznych, a zwłaszcza w tzw. gallikanizm. Markiz objaśniał w których przepisach gallikanizm poczynił największe wyrwy.
Dla poważanej wówczas Akademii Inskrypcji i Literatury Pięknej przygotował memoriał: „O historykach francuskich (Sur les historiens français) (1755), a dla pisma „Journal économique” trzy pisma o wolności handlu. D’Argenson był bowiem zdecydowanym zwolennikiem leseferyzmu.
Jego Journal et Mémoires („Dziennik i Wspomnienia”) wydano w latach 1861–1867.